# Razza umana (album)
Razza umana è il quarto disco da solista del cantautore italiano Pierpaolo Bibbò, pubblicato il 15 gennaio 2021 dalla M.P. & Records e distribuito dalla G.T. Music Distribution.

## Descrizione
Registrato presso il Diapason Studio di Arzachena, l'album è un concept introspettivo attraverso gli aspetti più contraddittori della "razza umana", specie troppo spesso divisa da odi e pregiudizi ma capace anche di grandi gesta, come si racconta nel testo de Il cantastorie, cantata in duo con Massimiliano Congia.
La prima traccia, Eravamo giovani, è un brano intriso di velata malinconia nel ricordo del tempo passato.

## Tracce
Testi e musiche di Pierpaolo Bibbò; edizioni musicali Micio Poldo.
1. Eravamo giovani – 7:59
2. Ritratto d'inverno – 5:14
3. Razza umana – 6:11
4. Il Dio tempo – 4:36
5. La canzone dei non sopravvissuti – 5:59
6. Il cantastorie (feat. Massimiliano Congia) – 4:08
7. L'estinzione – 6:26

## Musicisti
- Pierpaolo Bibbò - voce, chitarra acustica, chitarra elettrica, sintetizzatori, chitarra basso, programmazioni
- Simone Spano - batteria acustica, percussioni, tracce 3-4-6
- Mauro Gala -batteria acustica, percussioni, tracce 1-2-5-7
- Luca Agnello - violino ne Il Dio tempo